# Église Saint-Didier de Voreppe
L'église Saint-Didier de Voreppe est une église située à Voreppe, dans le département de l'Isère, en France.

## Localisation
L'église Saint-Didier est située dans le centre du bourg principal de Voreppe. Elle dépend de la paroisse catholique de « Saint-Thomas de Rochebrune », dans la doyenné du Voironnais, au sein du diocèse de Grenoble-Vienne.

## Histoire
Au début du XIXe siècle, l'ancienne église romane de Voreppe datant XIIe siècle, l'actuel prieuré Saint-Didier, est agrandie pour faire face à l'augmentation de la population de Voreppe. Mais cet agrandissement est insuffisant et fragilise l'édifice. Il alors est décidé de construire une nouvelle église.
La construction de la nouvelle église Saint-Didier, dirigée par l'architecte diocésain Alfred Berruyer, débute en 1852 et se termine en 1862. L'église est bâtie à l'emplacement d'un îlot de vieilles maisons.
Les travaux sont initialement estimés à 40 000 francs. Les paroissiens y contribuent à hauteur de 26 000 francs, la commune et l'État acceptent de participer au complément. Finalement, la souscription des paroissiens permet de récolter 36 000 francs. Mais en 1857, le budget est dépassé ; les donateurs doivent ajouter  36 000 francs, la commune participe à hauteur de 66 000 francs et l'État contribue pour 11 000 francs.
Malgré la fin de la construction de l'édifice en 1862, et le transfert officiel du culte dans la nouvelle église Saint-Didier le 6 septembre 1863, l'église n'est pas complètement utilisable car d'anciennes maisons empêchent encore son usage : le portail est obstrué, le chevet n'est pas dégagé et les fenêtres sont encore obstruées par des briques. Ce n'est qu'en 1875 que l'église sera véritablement terminée,.
En 1910, l'église est victime d'un incendie provoqué par la foudre. Plusieurs peintures murales sont dégradées par l'eau utilisée pour éteindre le feu. Au fil des décennies, c'est l'ensemble des peintures qui s’abîment sous l'effet de l'humidité. La commune procède à différents travaux de réparation du toit pour mettre l'église hors d'eau et protéger les tableaux muraux. L'édifice est finalement inscrit à l'inventaire supplémentaire des monuments historiques le 14 septembre 1994. Grâce à l’action de la Fondation du Patrimoine, l’église est en cours de restructuration importante depuis 2024.

## Description

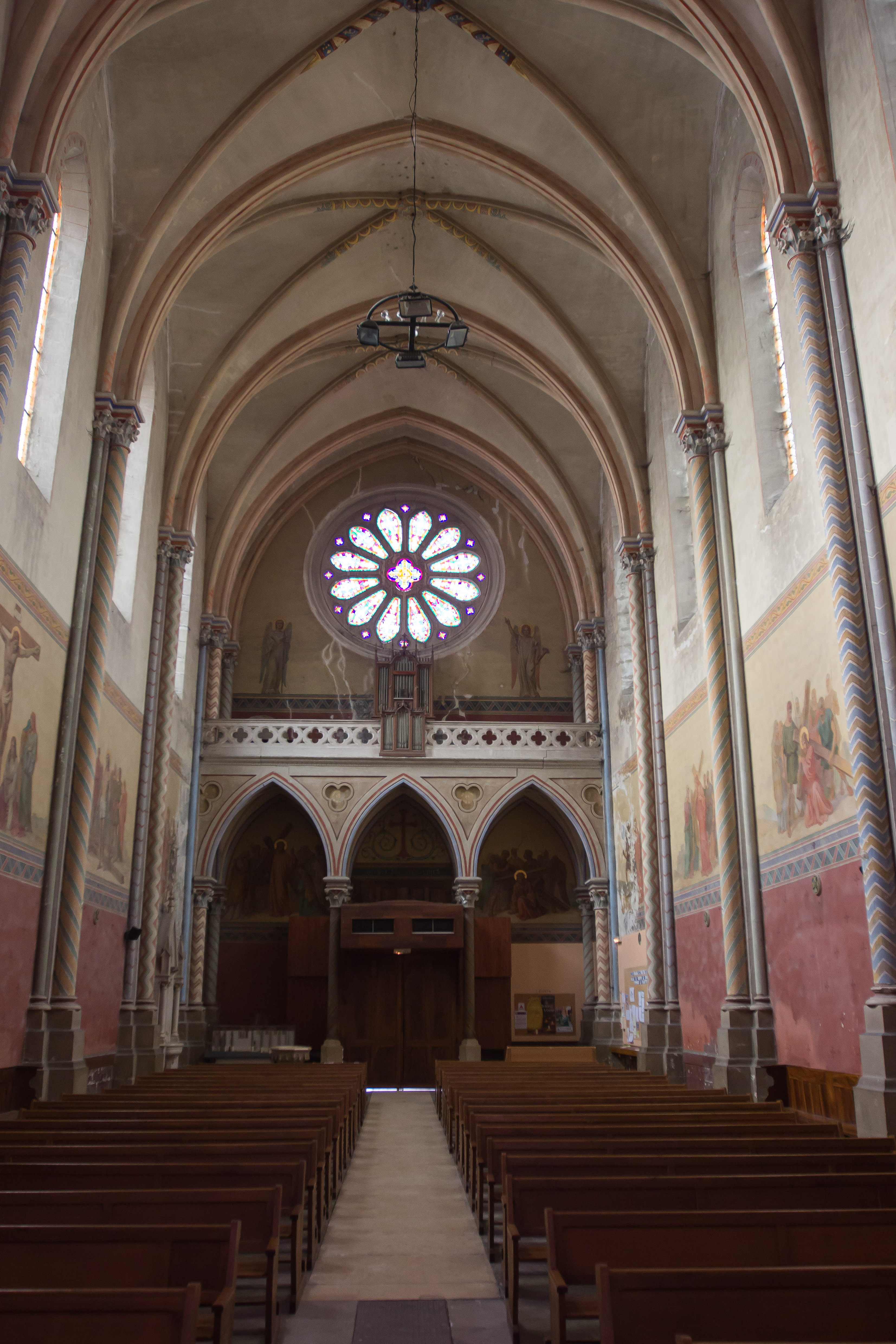
La nef de l'église vue en direction du portail.

L'architecture de l'église Saint-Didier de Voreppe est de style gothique. C'est un édifice construit en forme de croix latine et bâti selon une orientation nord-est - sud-ouest (le chœur étant orienté au nord-est et le porche au sud-ouest).
L'église se compose d'une nef unique, constituée d'un narthex et de quatre travées, coupée par un transept avec absidioles. La croisée du transept est prolongée de deux travées terminées par un chevet avec une abside semi-circulaire qui forment le chœur.
Une tour clocher est adossée au côté gauche de la nef, à l'angle nord-est du transept et du chœur. Une petite sacristie est adossée au côté opposé, à l'angle sud-est.
Une tribune, située dans le narthex, domine l'entrée de la nef.
Tous les murs intérieurs de l'église sont ornés de peintures murales réalisées par le peintre Alexandre Debelle entre 1870 et 1880. Ces peintures forment une frise de plus de 100 m de long représentant des personnages de la religion chrétienne et un chemin de croix. Ces peintures sont inscrites à l'inventaire supplémentaire des monuments historiques. Alexandre Debelle a aussi réalisé les dessins des vitraux de l'église.

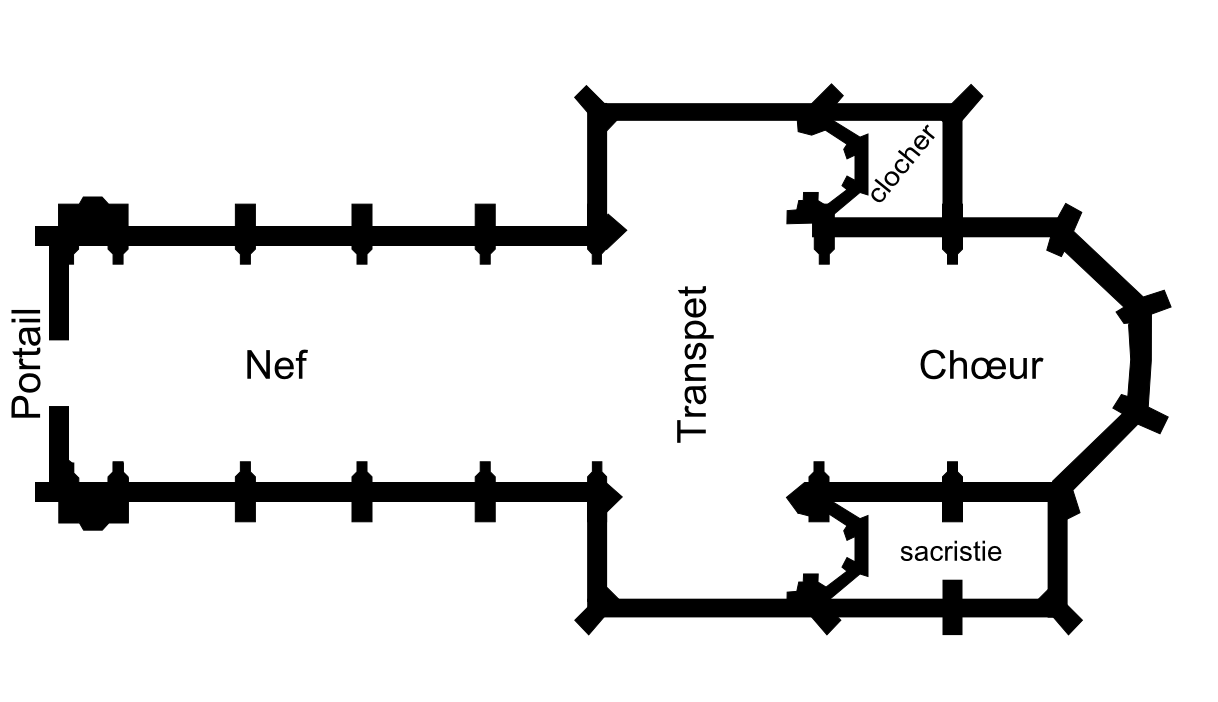
Plan de l'église Saint-Didier

## Galerie de photographies

### Extérieur de l'église

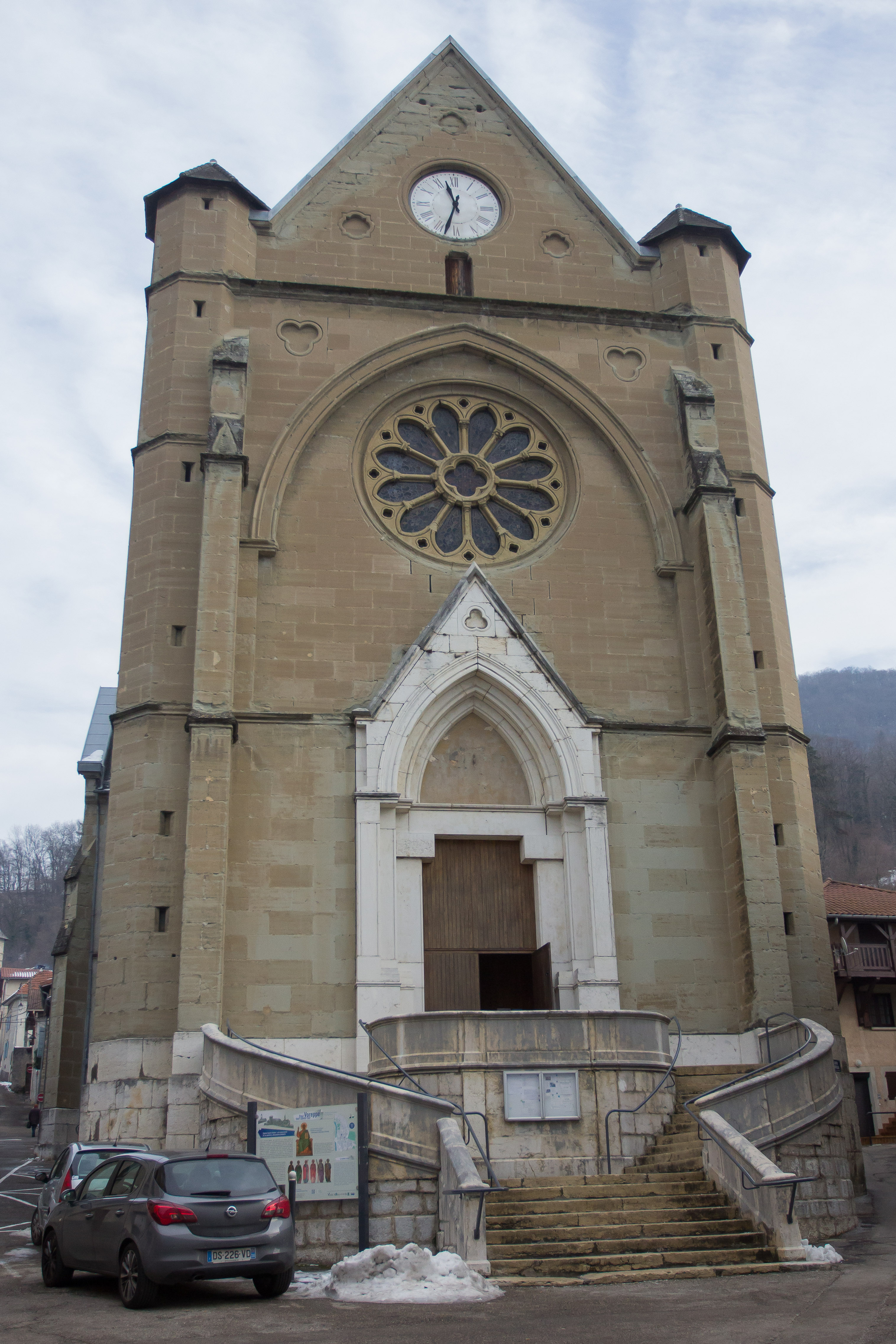
Le porche d'entrée.
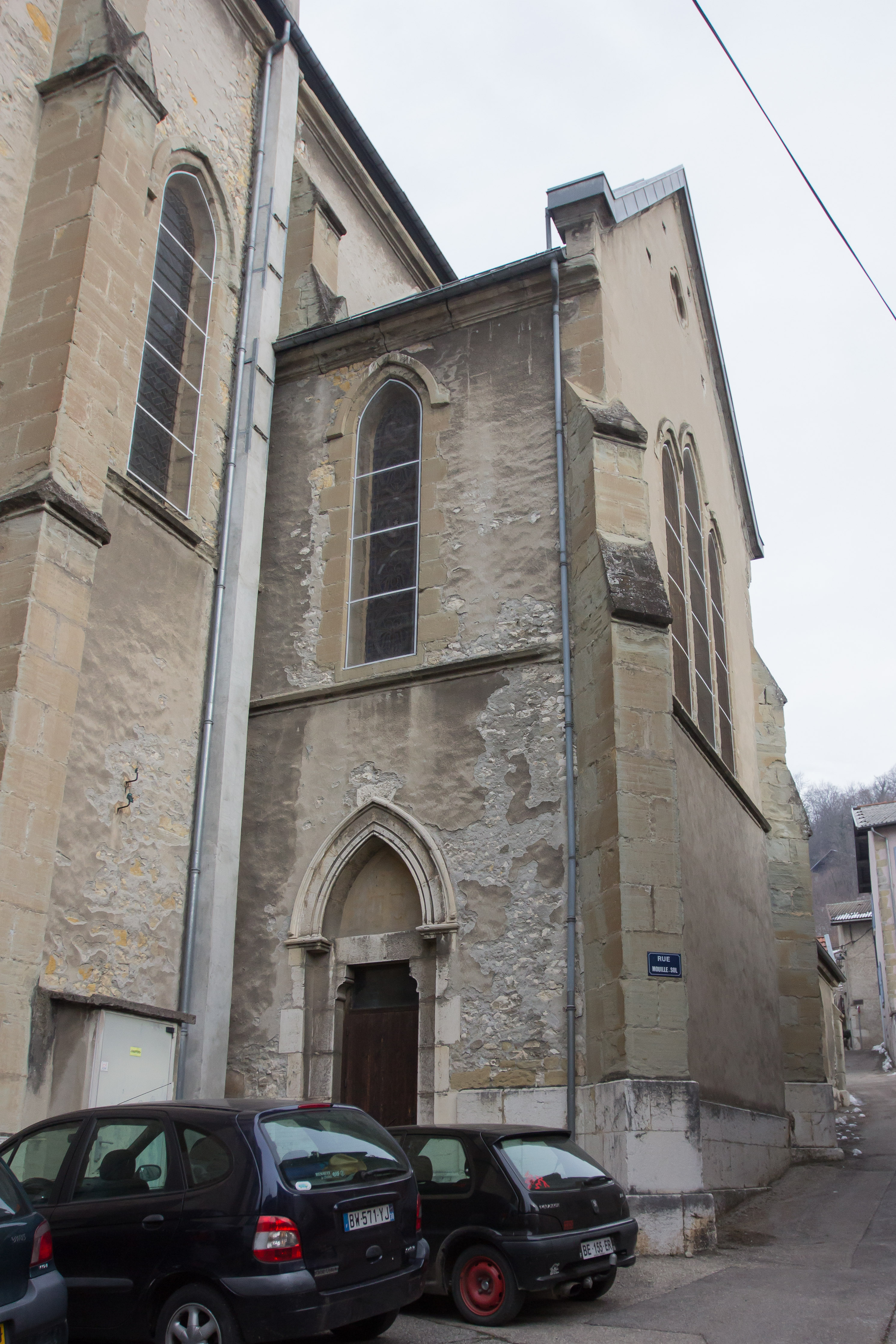
L'extrémité sud-est du transept.
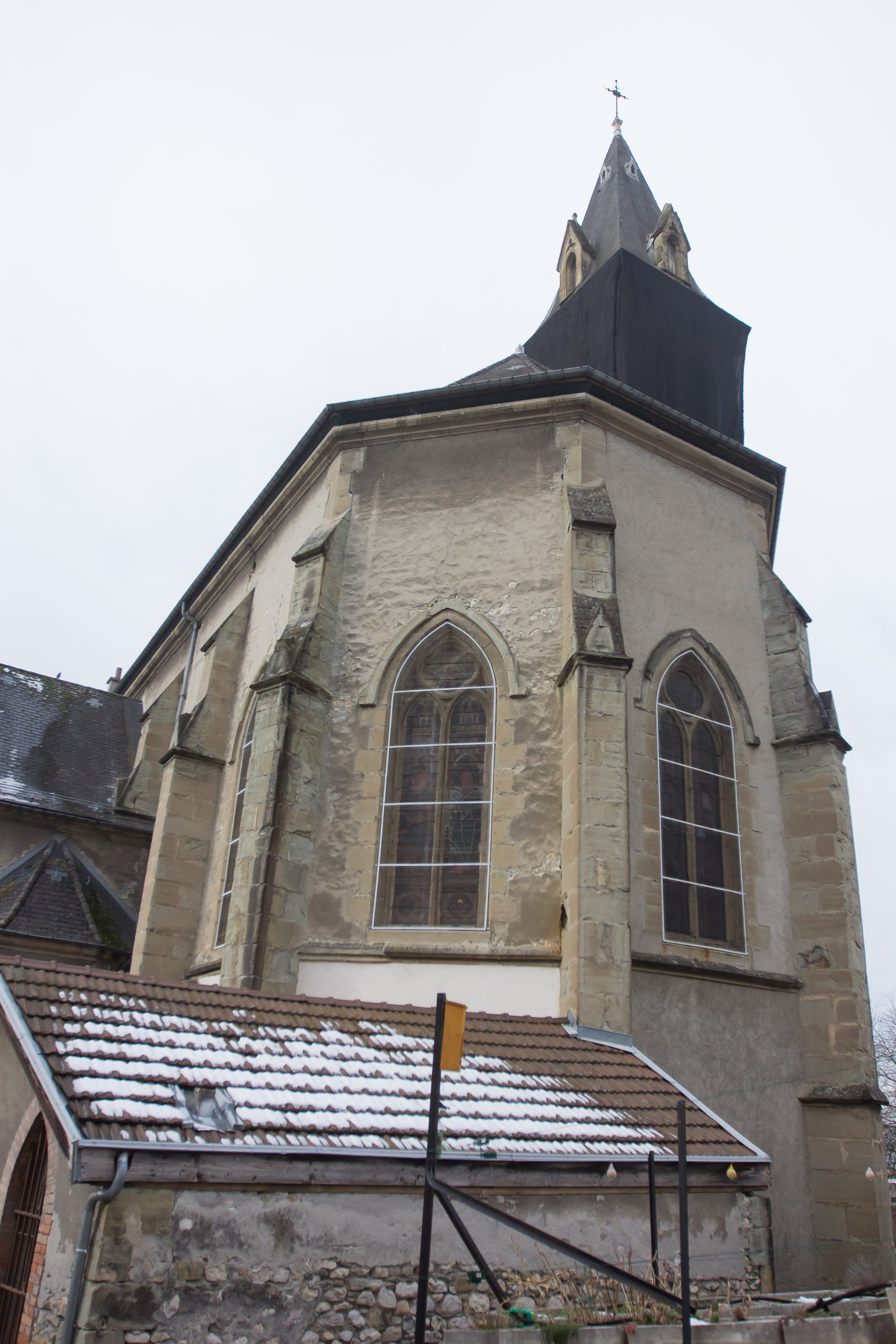
Le chevet.
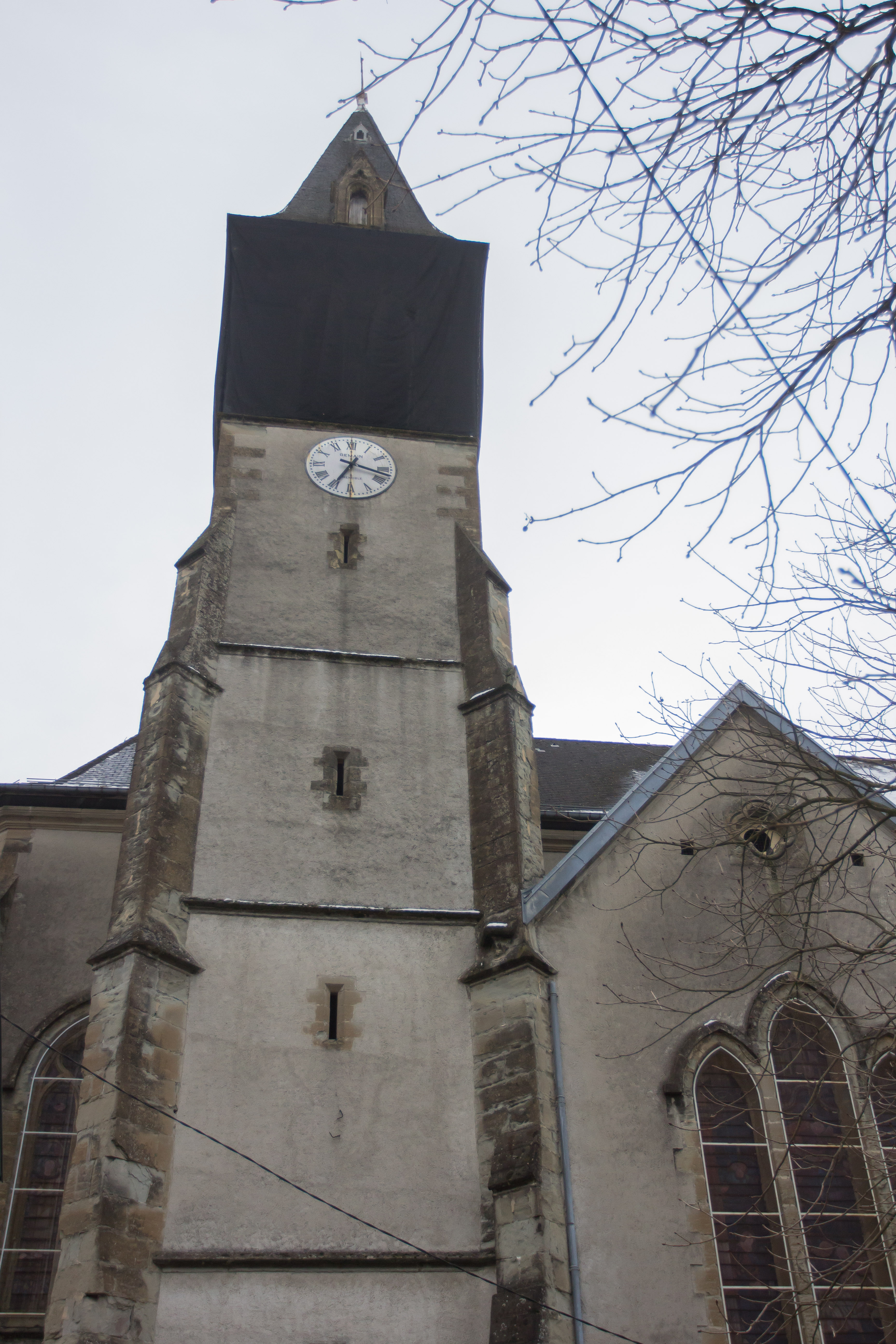
La tour-clocher.

### Intérieur de l'église

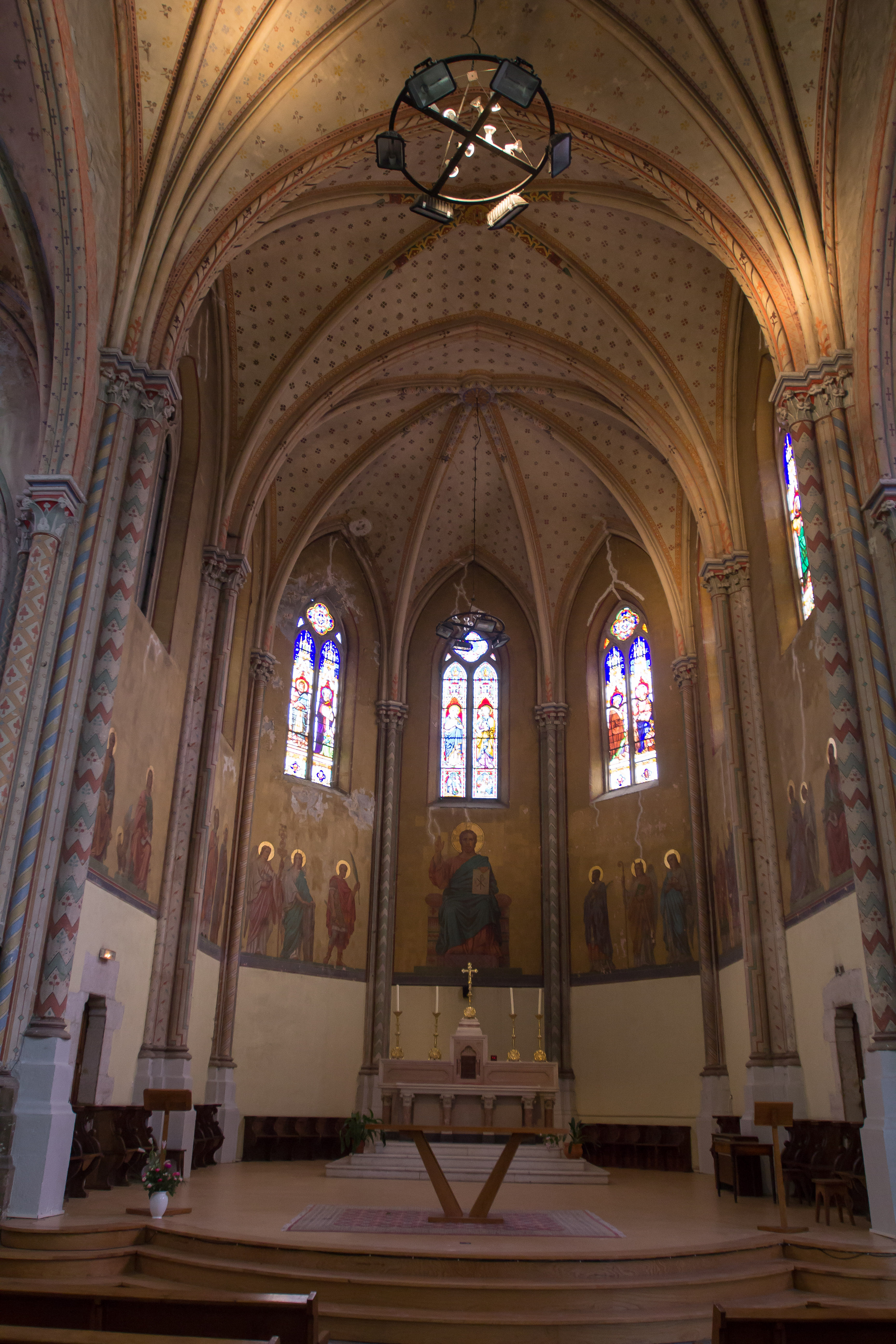
Le chœur.
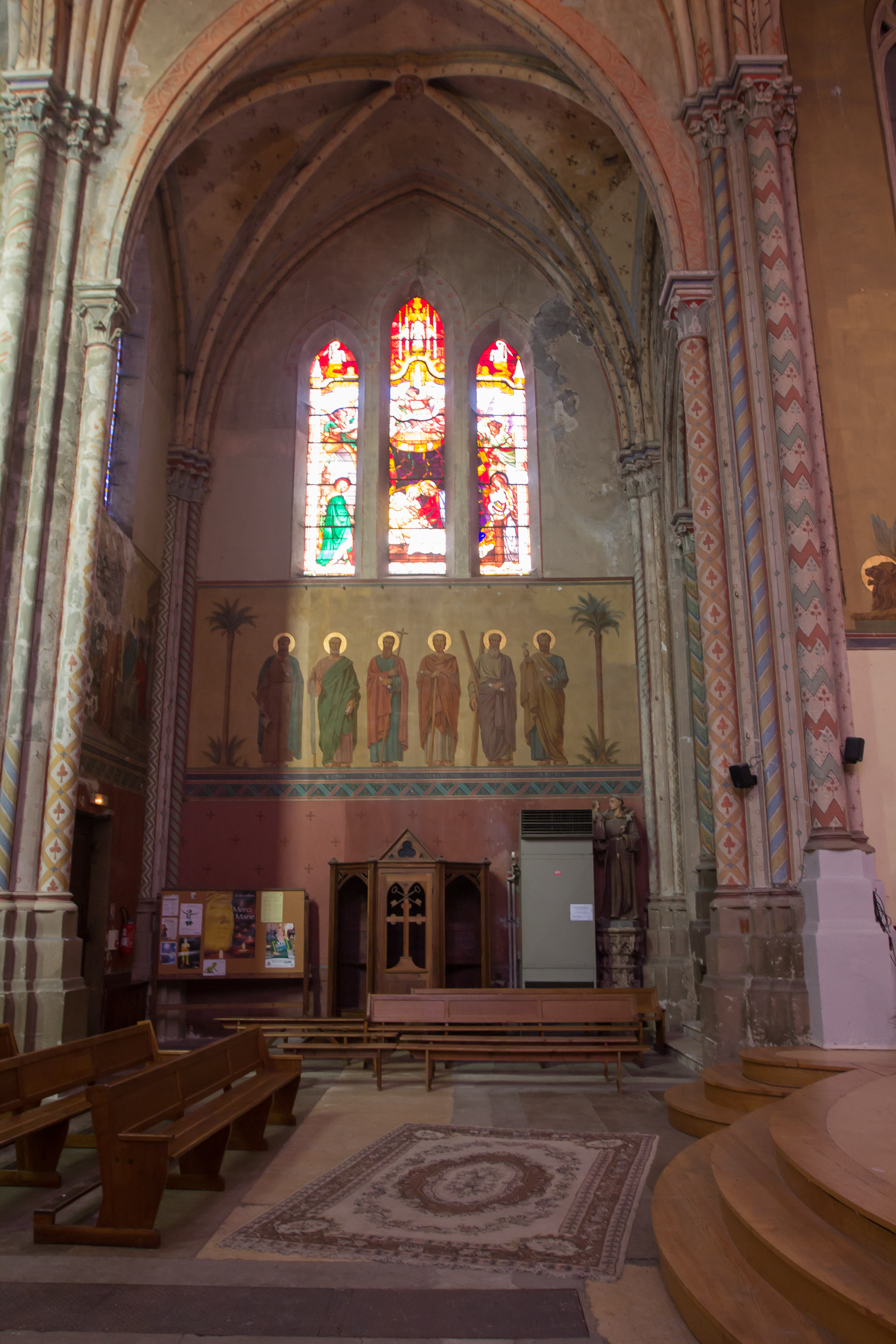
L'extrémité nord-est du transept.
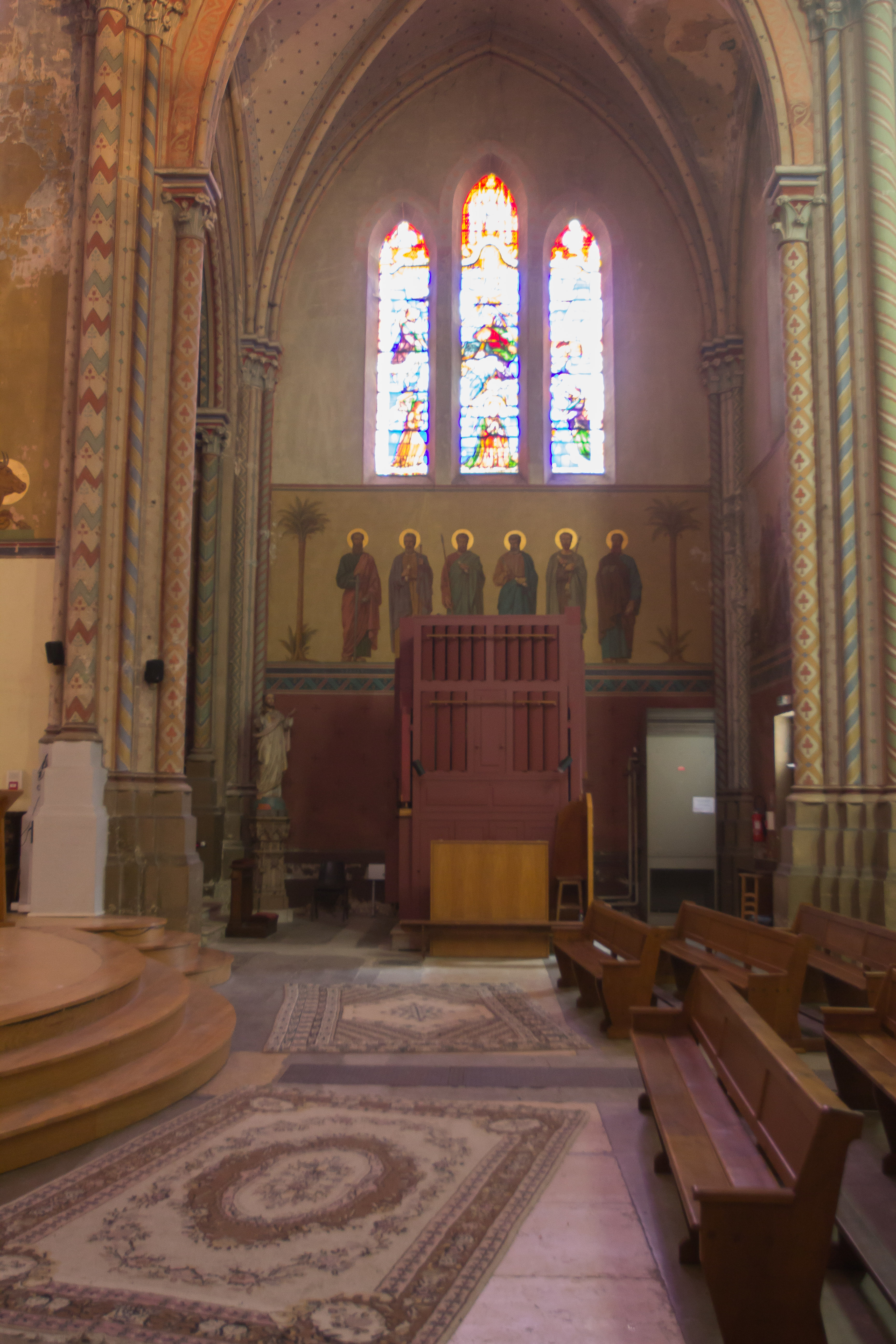
L'extrémité sud-est du transept.
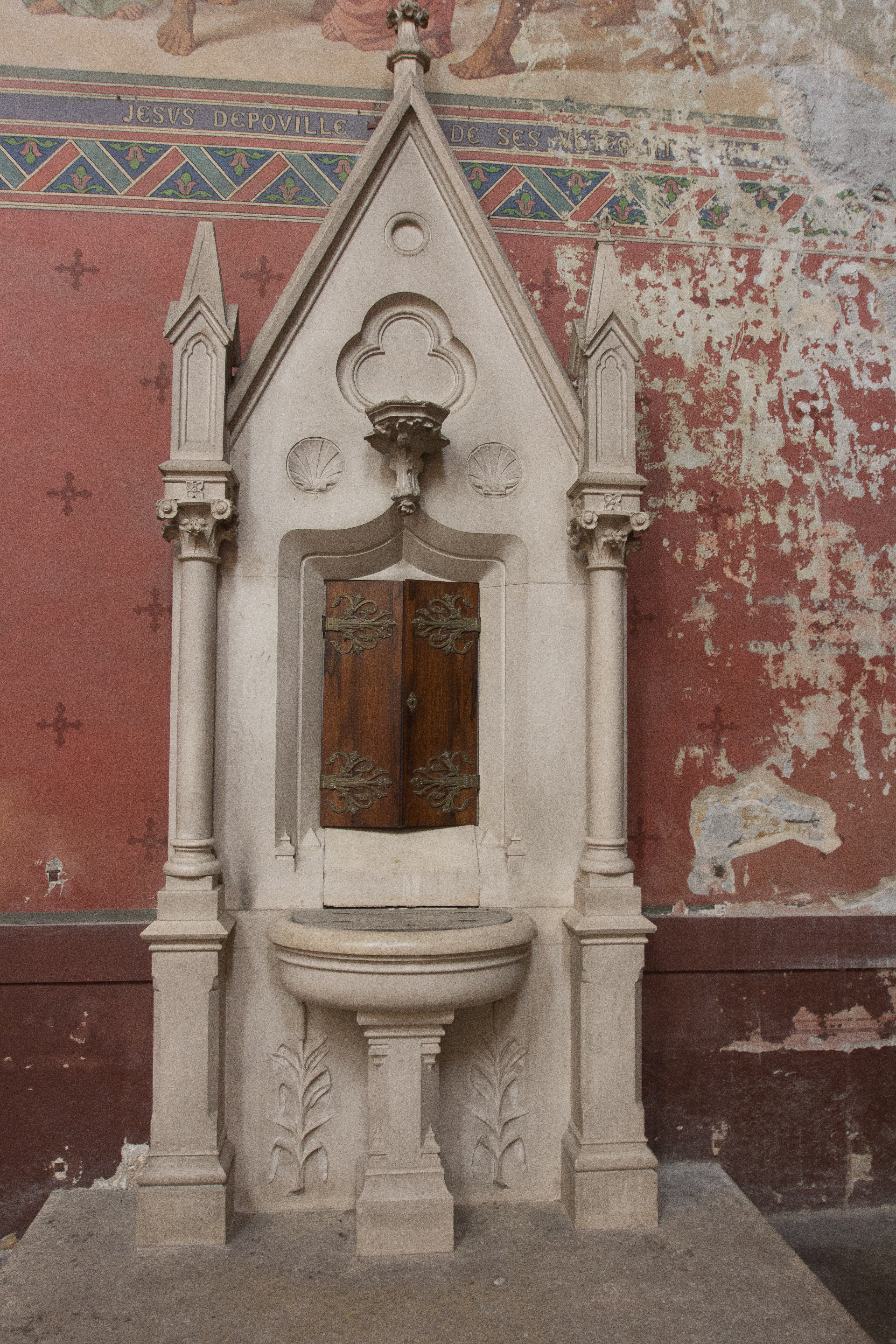
Fonts baptismaux.

### Chemin de croix

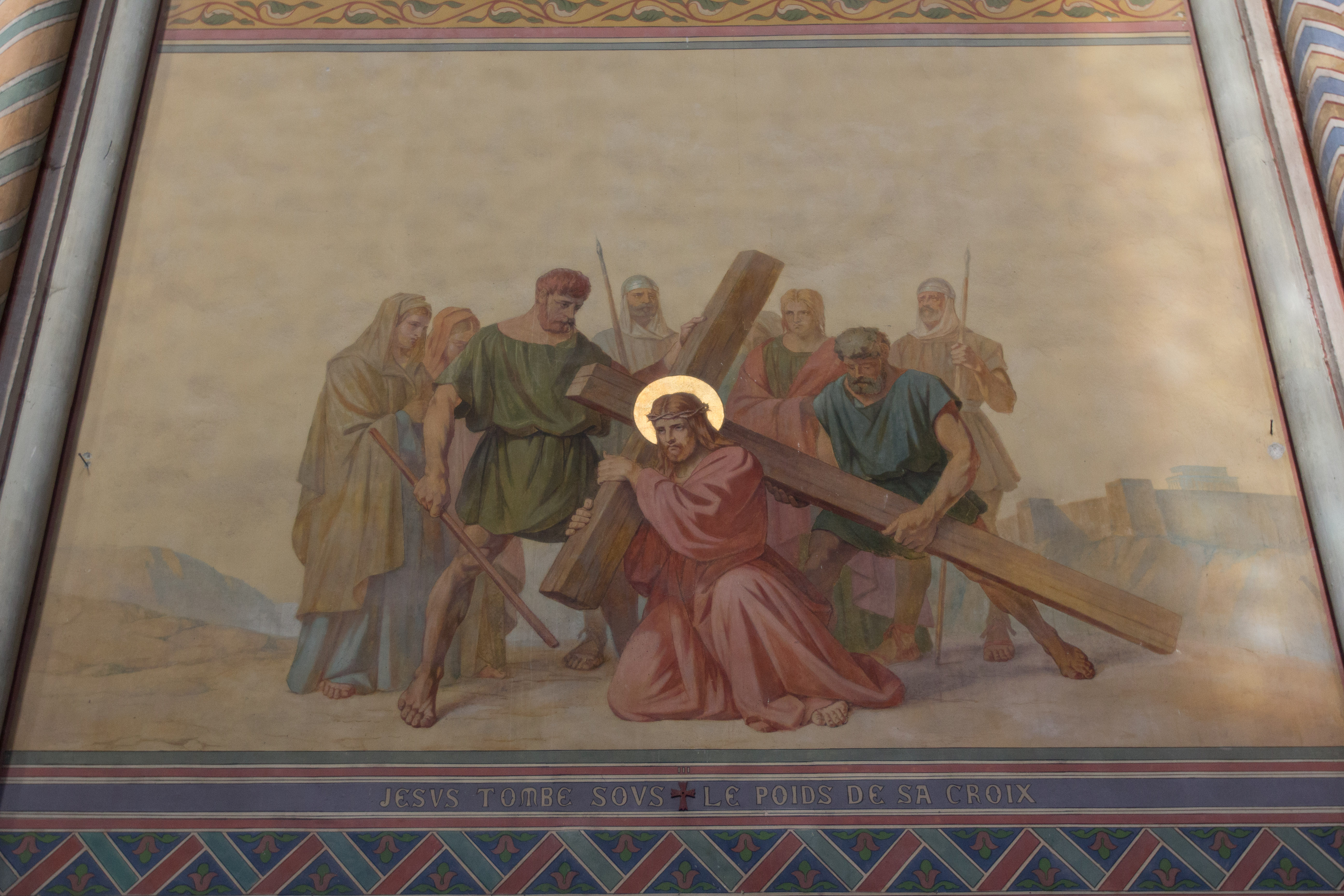
Jésus tombe sous le poids de sa croix.
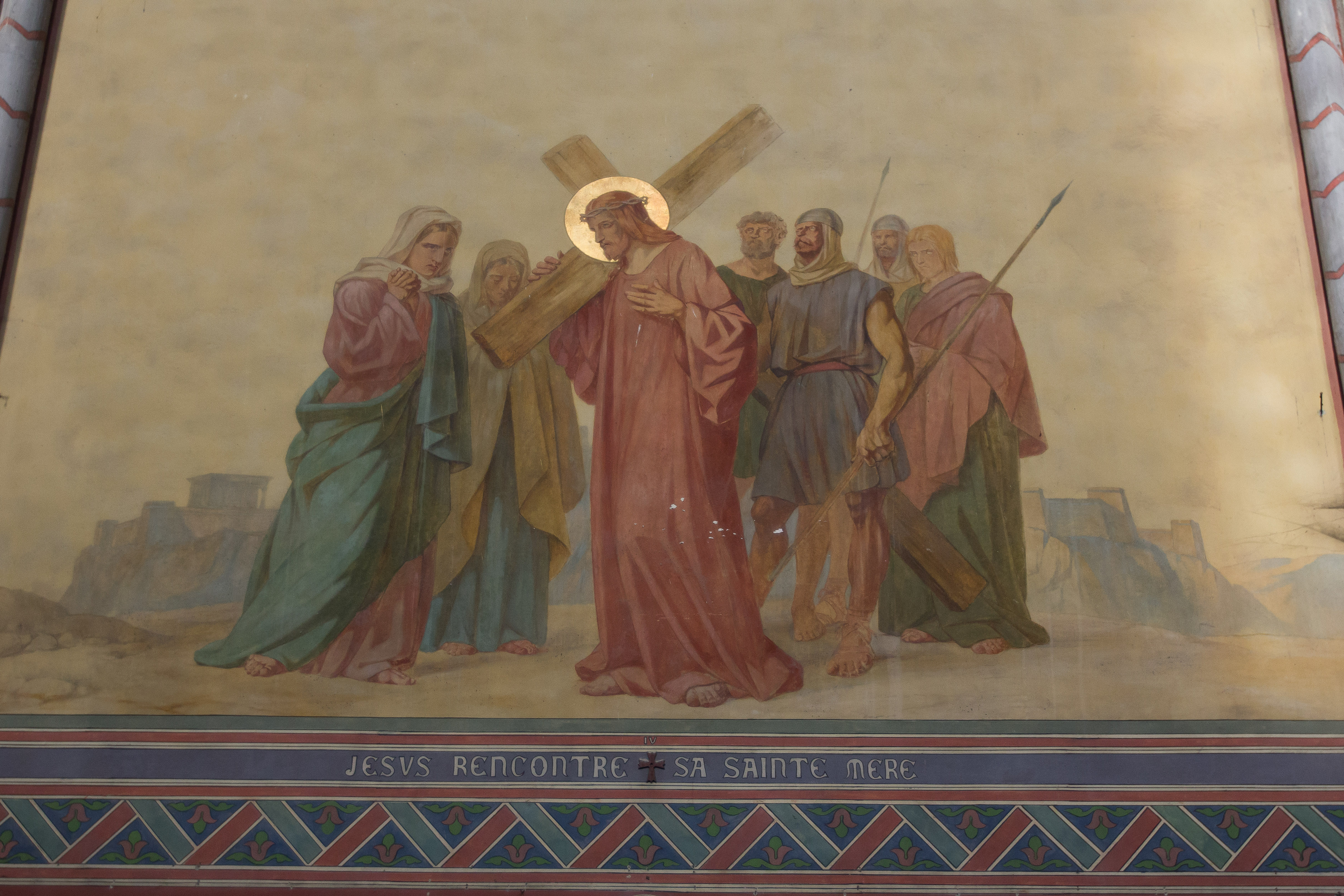
Jésus rencontre sa sainte mère.
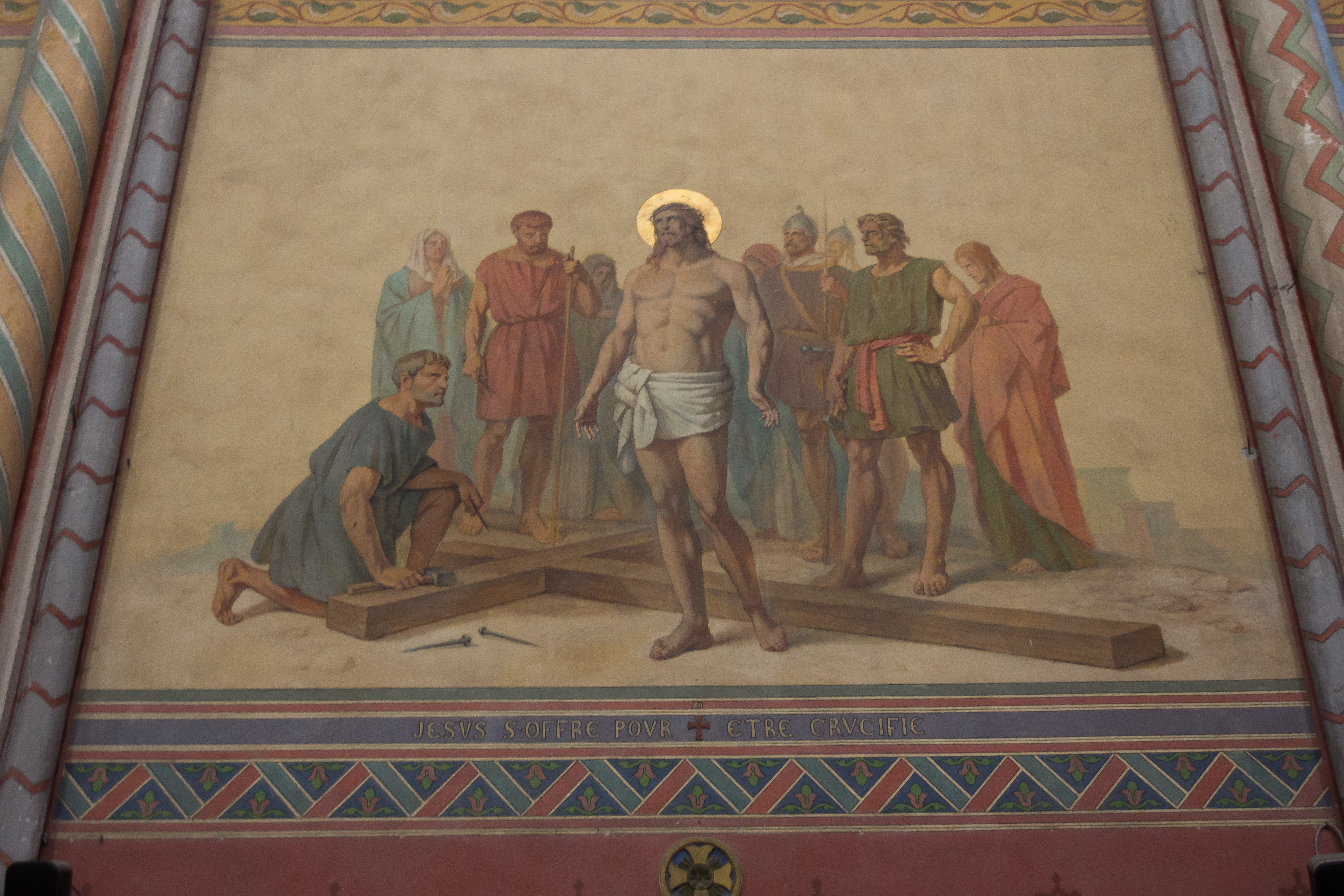
Jésus s'offre pour être crucifié.
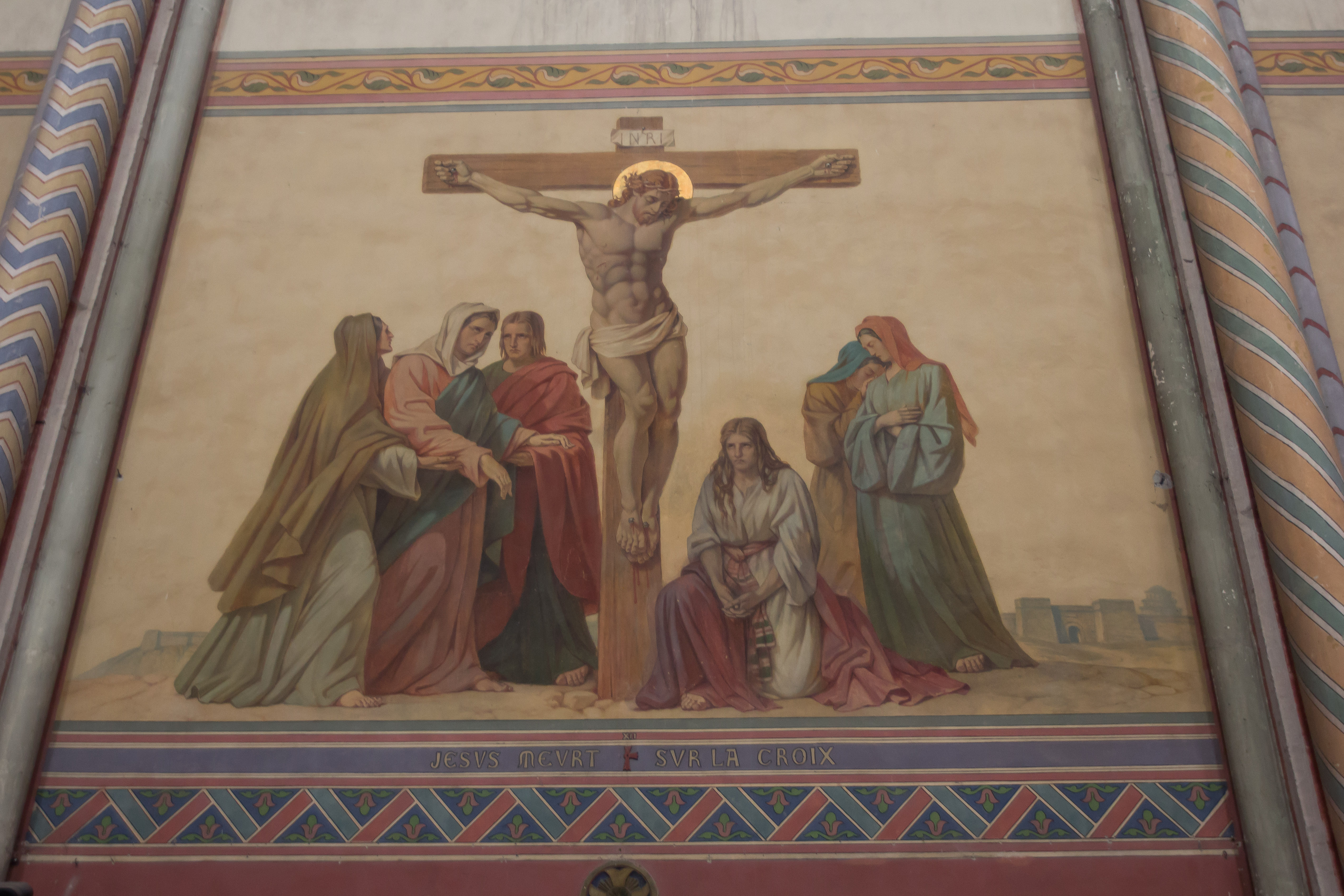
Jésus meurt sur la croix.